# Rhopaloscelis maculatus
Rhopaloscelis maculatus là một loài bọ cánh cứng trong họ Cerambycidae.